# Allomicythus youzi
Espèce
Allomicythus youzi est une espèce d'araignées aranéomorphes de la famille des Gnaphosidae.

## Distribution
Cette espèce est endémique du Fujian en Chine,. Elle se rencontre dans le xian de Nanjing.

## Description
Le mâle holotype mesure 3,72 mm.

## Systématique et taxinomie
Cette espèce a été décrite par Yao et Liu en 2025.

## Publication originale
- Jiang, Ning, Yao, Wang & Liu, 2025 : « A new species of the genus Allomicythus, with a first record and the description of the male of Echemus viveki Gajbe, 1989 (Araneae, Gnaphosidae) from China. » Zootaxa, no 5646(1), p. 115-123.